# سفارة النرويج في المغرب
سفارة النرويج في المغرب هي أرفع تمثيل دبلوماسي لدولة النرويج لدى المغرب. تقع السفارة في الرباط وهي تهدف لتعزيز المصالح النرويجية في المغرب.

## وصلات خارجية
- قائمة سفارات النرويج
- قائمة السفارات في المغرب